# Isabella af Frankrig
Isabella af Frankrig (1295 - 22. august 1358), undertiden også beskrevet som Hunulven fra Frankrig (engelsk: The She-Wolf of France; fransk: La Louve de France), var dronning af England som hustru til Edvard 2. og regent af England fra 1327 til 1330. Hun var yngste overlevende barn og eneste overlevende datter af Filip 4. af Frankrig og Johanne 1. af Navarra. Isabella gjorde sig bemærket for sine diplomatiske færdigheder, intelligens og skønhed. I skuespil og litteratur er hun med tiden blevet til en "femme fatale", som hyppigst fremstilles som en smuk, men grusom og manipulerende kvinde.
Isabella kom til England i en alder af 12 år under en voksende konflikt mellem kongen og de magtfulde baroner. Hendes nye mand var berygtet for de titler og gaver, som han forærede sin favorit, Piers Gaveston, men dronningen støttede Edvard i de tidlige år, knyttede et samarbejde med Piers og brugte sit slægtskab med det franske monarki til at styrke sin autoritet og magt. Efter de oprørske baroners drab på Gaveston i 1312 fandt Edward imidlertid en ny favorit, Hugh Despenser den Yngre, og forsøgte at hævne sig på baronerne. Det resulterede i Despenser-krigen og intern undertrykkelse i England. Isabella kunne ikke tolerere Hugh Despenser, og i 1325 var hendes ægteskab med Edvard lige ved at være brudt sammen.
På en diplomatisk mission til Frankrig kan Isabella have indledt en affære med Roger Mortimer, og de to kan muligvis  have aftalt at styrte Edvard og fjerne Despenser-familien. Dronningen vendte tilbage til England i 1326 med en lille hær lejesoldater og nåede hurtigt gennem England. Kongens styrker forlod ham. Isabella styrtede Edvard og blev regent for sin søn Edvard 2. Nogle mener, at Isabella arrangerede mordet på Edvard 2. Isabella og Mortimers regime begyndte at smuldre, dels på grund af hendes overdådige udgifter, dels fordi dronningen upopulært gjorde ende på mange langvarige problemer som krigene mod Skotland.
18 år gammel hævdede Edvard 3. med magt sin autoritet, og Mortimer blev henrettet. Isabella mistede sin regentskab og blev holdt fange i to år. Derefter levede hun i mange år i betydelig stil; hun kom ofte på besøg ved hoffet for at se sine børnebørn.

## Tidlige liv og ægteskab: 1295-1308
Isabella blev født i Paris på en ukendt dato - På grundlag af krønikeskrivere og det eventuelle tidspunkt for hendes ægteskab, blev hun sandsynligvis født mellem maj og november 1295. Hun ses som født i 1292 i "Annals of Wigmore", og Piers Langtoft er støtter dette og hævder, at hun var 7 år gammel i 1299. Den franske krønikeskriver Guillaume de Nangis og den engelske krønikeskriver Thomas Walsingham beskriver hende som 12 år gammel på tidspunktet for hendes bryllup i januar 1308 og placerer hendes fødsel mellem januar 1295 og 1296. En pavelig dispensation af Clemens 5. i november 1305 gav tilladelse til hendes øjeblikkelige ægteskab ved stedfortræder, til trods for at hun sandsynligvis kun var 10 år gammel. Da hun måtte have nået den kanoniske alder på 7 år før sin forlovelse i maj 1303, og den på 12 år inden sit ægteskab i januar 1308, tyder alt på, at hun blev født mellem maj og november 1295.  Hendes forældre var kong Filip 4. af Frankrig og dronning Johanne 1. af Navarra. Hendes brødre Ludvig, Filip og Karl blev alle konger af Frankrig.
Isabella blev født i en kongelig familie, der regerede den mest magtfulde stat i Vesteuropa. Hendes far kong Filip, kendt som "le Bel" (den Smukke) på grund af sit gode udseende, var en underligt følelesløs mand; samtidige beskrev ham som "hverken en mand eller et dyr, men en statue". Moderne historikere har noteret sig, at han "dyrkede et kristent kongedømmes omdømme og udviste få svagheder af sanselig lyst". Filip opbyggede en centraliseret kongemagt i Frankrig og deltog i en række af konflikter for at udvide eller konsolidere den franske autoritet i hele regionen og manglede konstant penge i hele sin regeringsperiode. Han syntes faktisk næsten besat af samling af rigdom og jord, noget som hans datter også blev beskyldt for i hendes sene liv. Isabellas mor døde, da Isabella var ganske ung; nogle samtidige mistænkte Filip 4. mord på hende, om end var det sandsynligvis forkert.
Isabella voksede op i og omkring Château du Louvre og Palais de la Cité i Paris. Isabella blev opdraget af Théophania de Saint-Pierre, hendes sygeplejerske, fik en god uddannelse og lærte at læse og udvikle en kærlighed til bøger. Som det var normalt, blev alle Filips børn gift unge for politiske fordele. Isabella blev lovet i ægteskab af sin far til Edvard, den mindreårige søn af kong Edvard 1. af England, for at løse konflikterne mellem Frankrig og England om sidstnævntes besiddelser på kontinentet Gascogne og krav på Anjou, Normandiet og Hertugdømmet Aquitanien. Pave Bonifatius 8. havde opfordret til ægteskabet allerede i 1298, men blev forsinket pga. betingelserne i ægteskabskontrakten. Edvard 1. forsøgte at bryde forlovelsen flere gange for politisk fordel, og først efter at han døde i 1307 kom brylluppet i stand.
Isabella og Edvard 2. blev gift i Boulogne-sur-Mer den 25. januar 1308. Isabellas garderobe giver idé om hendes rigdom og stil - hun havde kjoler af silke, fløjl, taft og klæde samt adskillige pelse; hun havde over 72 hovedbeklædninger og huer; hun medbragte to guldkroner, køkkenudstyr af guld og sølv og 419 meter linned. Ved sit ægteskab var Isabella sandsynligvis omkring 12 år gammel og blev beskrevet af Geoffrey de Paris som " skønhedernes skønhed ... i kongeriget, hvis ikke i hele Europa. " Denne beskrivelse var sandsynligvis ikke blot smiger af en krønikeskriver, da både Isabellas far og brødre var meget smukke mænd, og hendes mand gav hende tilnavnet "Isabella den Smukke". Det siges, at Isabella lignede sin far og ikke sin mor, en trind og almindelig kvinde. Det antyder, at Isabella var slank og lyshudet, selvom moden på det tidspunkt var blonde kvinder med et fyldigt ansigt, og Isabella kan godt have fulgt denne stereotyp i stedet. Gennem hele livet blev Isabella omtalt som charmerende og diplomatisk med en særlig evne til at kunne overbevise om at følge hendes ønsker. Usædvanligt for middelalderen kommenterede samtidige også hendes høje intelligens.

## Dronning
Som dronning stod den unge Isabella over for mange udfordringer. Edvard var smuk, men meget ukonventionel, og knyttede muligvis et romantisk forhold til først Piers Gaveston og derefter Hugh Despenser den Yngre. Edvard befandt sig i strid med baronerne, især hans fætter Thomas, 2. jarl af Lancaster, samtidig med at han fortsatte krigen mod skotterne, som han havde arvet efter Edvard 1. Ved at brug sine egne støtter ved hoffet og støtten fra sin franske familie, forsøgte Isabella at finde en politisk vej gennem disse udfordringer; hun dannede med held alliance med Gaveston, men efter hans død for baronernes hånd blev hendes positionen mere og mere usikker. Edvard begyndte at hævne sig på sine fjender ved en stadig mere brutal alliance med Despenser-familien, især hans nye favorit, Hugh Despenser den Yngre. I 1326 stod Isabella sig i en voksende strid med både Edvard og Hugh, hvad der endte med Isabellas eget forsøg på at tage magten og invasion af England.

### Gavestons fald: 1308–1312
Edvard var usædvanlig efter middelalderens standard: han var den perfekte Plantagenet-konge. Han var høj, atletisk og vildt populær i begyndelsen af sin regeringstid. Han afviste de fleste af de traditionelle fornøjelser og pligter for en konge: ridderturneringer, jagt og krigsførelse   - og nød i stedet musik, poesi og kunsthåndværk. Der er desuden sat spørgsmålstegn ved Edvards seksualitet, hvor homoseksualitet af enhver art blev betragtet som en meget alvorlig forbrydelse, men der er ingen beviser for hans seksuelle orientering. Imidlertid gjorde samtidige krønikeskrivere meget ud af hans nære tilknytning til en række mandlige favoritter. Nogle fordømte Edvard for at have elsket dem "over al måde" og "på enestående vis", mens andre henviste til et "ulovligt og syndigt forhold". Ikke desto mindre fødte Isabella Edvard fire børn. Det gav nogle historikere den opfattelse , at Edvards affærer med de mandlige favoritter kan have været platoniske.
Da Isabella første gang ankom til England efter sit ægteskab, var hendes mand allerede midt i et forhold med Piers Gaveston, en "arrogant, pralende" soldat med en "hensynsløs og stærk" personlighed, der tydeligt appellerede til Edvard. Isabella, 12 år gammel, blev effektivt sat til side af parret. Edvard valgte at sidde med Gaveston snarere end Isabella ved deres bryllupsfest,. Det ophidsede hendes onkler Ludvig, greve af Évreux og Karl, greve af Valois, og de nægtede at give hende hendes egne landområder og hendes egen hushold. Edvard forærede også Isabellas smykker til Gaveston, som åbent bar dem. Det kostede indgriben fra Isabellas far, Filip 4., før Edvard begyndte at tage sig af hende på passende vis.
Isabellas forhold til Gaveston var komplekst. Baronernes modstand mod Gaveston, anført af Thomas af Lancaster, var voksende, og Filip 4 begyndte i hemmelighed at finansiere denne gruppe ved at bruge Isabella og hendes hushold som formidlere. Edvard blev tvunget til at sende Gaveston i eksil til Irland for en periode og begyndte at vise Isabella meget større respekt og tildele hendes betydelige landområder og patronater. På sin side stoppede Filip sin støtte til baronerne. Gaveston vendte til sidst tilbage fra Irland, og mellem 1309 og 1311 syntes de tre at have levet sammen relativt komfortabelt. Faktisk betragtede Gavestons vigtigste fjende, Thomas af Lancaster, Isabella som Gavestons allierede. Isabella var begyndt at knytte sine egne støtter ved hoffet, hovedsageligt de Beaumont-familien, som var mod Lancaster. Med en baggrund fra Frankrig som hendes, havde familiens overhoved, Isabella de Vesci, været en nær fortrolig af Edvards mor Eleanora af Kastilien. Med støtte fra sin bror, Henry de Beaumont, blev Isabella de Vesci en nær ven af dronning Isabella.  
I 1311 gennemførte Edvard en mislykket kampagne mod skotterne, hvor Isabella og han kun lige undgik fangenskab. I kølvandet overtog baronerne magten og underskrev "Forordningerne af 1311", der lovede handling mod Gaveston og udviste Isabella de Vesci og Henry de Beaumont fra hoffet. I 1312 kulminerede striden i en borgerkrig mod kongen - Isabella stod sammen med Edvard og sendte vrede breve til hendes onkler Évreux og Valois og bad om støtte. Edvard efterlod Isabella vist mod hendes vilje i Tynemouth Klostret i Northumberland, mens han uden held forsøgte at bekæmpe baronerne. Kampagnen var en katastrofe, og selv om Edvard undslap, sad Gaveston  fanget på Scarborough Castle, hvor hans fjender baronerne omringede og fangede ham. Guy de Beauchamp og Thomas af Lancaster betingede sig Gavestons henrettelse, mens han blev ført sydpå for at blive bragt sammen med Edvard.

### Spændingerne stiger: 1312–1321
Spændingerne steg jævnt i løbet af årtiet. I 1312 fødte Isabella den fremtidige Edvard 3., men ved udgangen af året begyndte Edvards hof at ændre sig. Edvard var stadig afhængig af sine franske svigerfamilie. Isabellas onkel Ludvig var fx sendt fra Paris for at hjælpe ham. Men Hugh Despenser den Ældre var nu blevet en del af inderkredsen og begyndelsen til Despenser-familiens øgede magt ved Edvards hof. Despenserne var imod både Lancaster-partiet og dets andre allierede i "Welsh Marches" (grænseområdet mellem Englad og Wales) og indgik en naturlig alliance med Edvard, der søgte hævn for Gaveston.
I 1313 rejste Isabella til Paris med Edvard for at få yderligere fransk støtte. Det resulterede i Tour de Nesle Affæren. Rejsen var behagelig med masser af festligheder, skønt Isabella blev såret, da hendes telt brændte ned. Under besøget havde hendes brødre Ludvig og Karl arrangeret en satirisk dukketeater for deres gæster, og derefter havde Isabella givet broderede punge til både sine brødre og deres hustruer. Isabella og Edvard vendte tilbage til England med nye forsikringer om fransk støtte mod de engelske baroner. Senere på året gav Isabella og Edvard en stor middag i London for at fejre deres tilbagevenden, og Isabella bemærkede, at de punge, som hun havde givet til sine svigerinder, nu tilsyneladende tilhørte to normanniske riddere, Gautier og Philippe d 'Aunay. Isabella konkluderede, at de må have haft et utilladeligt forhold, og det ser ud til, at hun havde informeret sin far om det under sit næste besøg i Frankrig i 1314. Konsekvensen var Tour de Nesle Affæren i Paris, som førte til retssag mod alle Isabellas tre svigerinder. Blanka og Margrete blev fængslet for livstid for utroskab. Johanne blev fængslet et år. Isabellas omdømme i Frankrig led efter hendes andel i affæren.
I nord forværredes situationen. Edvard forsøgte at knuse skotterne i en kampagne i 1314. Det resulterede i det katastrofale nederlag i Slaget ved Bannockburn. Baronerne gav Edvard skylden for felttogets fiasko. Thomas af Lancaster reagerede på nederlagene i Skotland ved at tage mere magt i England og vende sig mod Isabella, afskære midler og chikanere hendes hushold. For at gøre det værre, ramte "Den store hungersnød" England fra 1315 til 1317. Den forårsagede store tab af liv og økonomiske problemer.
På trods af, at Isabella fødte sin anden søn, Johan, i 1316, var Edvards stilling usikker: John Deydras dukkede op i Oxford og hævdede at være forbyttet med Edvard ved fødslen og selv at være konge af England. I lyset af Edvards upopularitet spredtes rygterne markant før Deydras henrettelse, og det så ud til at have rystet Isabella meget. Hun reagerede ved at styrke sin alliance med Thomas af Lancasters fjende, Henry de Beaumont, og ved selv at tage større del i regeringen, deltage i rådsmøder og erhverve større landområder. Henrys søster, Isabella de Vesci, forblev en tæt rådgiver for dronningen. Den skotske general sir James Douglas, krigsfører for Robert 1. af Skotland, gjorde et forsøg på at fange Isabella i 1319 og tog hende næsten til fange i York. Isabella slap lige netop væk. Mistanken faldt på Thomas af Lancaster, og en af Edvards riddere, Edmund Darel, blev arresteret for at have røbet, hvor hun var, men anklagerne var i det væsentlige ubeviste. I 1320 ledsagede Isabella Edvard til Frankrig for at overbevise sin bror Filip 5. om at yde ny støtte til at knuse de engelske baroner.
I mellemtiden blev  Hugh de Despenser den Yngre tydeligere Isabellas mands favorit, og nogen har antaget, at de indledte et seksuelt forhold. Hugh var på samme alder som Edvard. Hans far den ældre Hugh havde støttet Edvard og Gaveston et par år tidligere. Despenserne var bitre fjender af Thomas af Lancaster, og med Edvards støtte begyndte de at øge deres magtbase i grænseområdet til Wales, samtidig med at de blev fjender af Roger Mortimer de Chirk og hans nevø Roger Mortimer af Wigmore, deres rival om grænseområdet. Mens Isabella havde kunnet samarbejde med Gaveston, Edvards tidligere favorit, stod det stadig mere klart, at Hugh den Yngre og Isabella ikke kunne finde et lignende kompromis. Desværre for Isabella var hun stadig i strid med Thomas af Lancasters rivaliserende fraktion, hvad der ikke gav hende megen plads til at manøvrere. I 1321 tog Thomas af Lancasters alliance affære mod Despenserne og sendte tropper til London og krævede deres eksil. Aymer de Valence, 2. jarl af Pembroke, en moderat baron med stærke franske forbindelser, bad Isabella om at gribe ind i et forsøg på at forhindre krig. Isabella faldt offentligt på knæ for at bede Edvard sende Despenserne i eksil. Det sparede ham for at tabe ansigt, men Edvard ønskede deres tilbagevenden ved den første mulige chance.

### Despenserne vender tilbage, 1321–1326
På trods af det midlertidige pusterum, som Isabella havde skaffet, var spændingerne mellem de stridende fraktioner med Edvard, Isabella og Despenserne på den ene side, og baronerne med Thomas af Lancaster på den anden side, mod efteråret 1321 ekstremt store: med soldater, der konstant blev samlet over hele landet. Nu foretog Isabella en pilgrimsrejse til Canterbury og fraveg den traditionelle rute for at nå Leeds Castle i Kent,  som blev holdt af Bartholomew de Badlesmere, forvalter af kongens hushold, der 1313 var gået over til Edvards modstandere. Nogle historikere mener, at pilgrimsrejsen var en bevidst handling på Edvards vegne for at skabe en anledning til at starte krig. Bartholomew de Badlesmere var væk og havde efterladt sin kone Margaret de Clare, baronesse Badlesmere som ansvarlig for borgen. Da hun ubøjeligt nægtede dronningen indtræden, brød der kampe ud uden for borgen mellem Isabellas vagter og garnisonen, og dermed begyndte Despenser-krigen. Mens Edvard mobiliserede sin egen fraktion og placerede Leeds Castle under belejring, fik Isabella det store segl og overtog kontrollen over det kongelige kansleri fra Tower of London. Efter at have overgivet sig til Edvards styrker den 31. oktober 1321 blev Margaret, baronesse Badlesmere, og hendes børn sendt til Tower of London, og 13 af Leeds Castles garnison blev hængt. I januar 1322 havde Edvards hær, forstærket af Despenserne, der var vendt tilbage fra eksil, fremtvunget Mortimernes overgivelse, og i marts blev Thomas Lancaster taget til fange efter slaget ved Boroughbridge. Lancaster blev omgående henrettet, og Edvard og Despenserne stod sejrrige tilbage.
Hugh Despenser den Yngre kunne nu hygge sig trygt som Edvards nye favorit, og sammen indførte Edvard og Despenserne i de næste fire år et hårdt styre over England, en "gennemgribende hævn" kendetegnet ved beslaglæggelse af jord, talrige fængselsstraffe, henrettelser og straffe til baronernes familiemedlemmer, herunder kvinder og ældre. Det blev fordømt af samtidige krønikeskrivere, og det menes også at have skabt bekymring hos Isabella. Nogle af de enker, der blev forfulgt var hendes venner. Isabellas forhold til Despenser den Yngre fortsatte med at forværres. Despenserne nægtede at give hende de penge, de skyldte hende eller levere hendes slotte i Marlborough og Devizes tilbage. Forskellige forfattere antydet, at der er bevis for, at Hugh Despenser den Yngre, muligvis har forsøgt at angribe Isabella på en eller anden måde. I hvert fald begyndte Edvard umiddelbart efter slaget ved Boroughbridge, at være markant mindre generøs med gaver til Isabella, og intet krigsbytte blev tildelt hende. Værre var det, at Isabella senere på året blev fanget midt i endnu et af Edvards katastrofale felttog i Skotland, så det permanent forgiftede hendes forhold til både Edvard og Despenserne.
Isabella og Edvard var sammen rejst nordpå i efterårsfeltoget. Inden det katastrofale slag ved Old Byland i Yorkshire, var Edward redet sydpå, tilsyneladende for at rejse flere mænd og sendt Isabella til Tynemouth Priory. Da den skotske hær marcherede sydpå, udtrykte Isabella betydelig bekymring for sin personlige sikkerhed og anmodede om hjælp fra Edvard. Hendes mand foreslog at sende Despenser-styrker for at sikre hende, men Isabella afviste det og anmodede om kongetro tropper. I et hurtigt tilbagetog med Despenserne tog Edvard fejl af situationen med det resultat, at Isabella og hendes hushold var afskåret af den skotske hær og med kysten patruljeret af flamske flådestyrker allieret med skotterne. Situationen var usikker, og Isabella blev tvunget til at bruge en gruppe væbnere fra sit personlige følge for at undgå den fremrykkende skotske hær, mens andre af hendes riddere beslaglagde et skib. Kampene fortsatte mens Isabella og hendes hushold trak sig tilbage til skibet. Det resulterede i at to af hendes hofdamer omkom. Så snart hun var ombord, undslap Isabella den flamske flåde, landede længere mod syd og fandt vej til York. Isabella blev rasende, både på Edvard, som havde overladt hende til skotterne og på Despenserne for at have overtalt Edvard til at trække sig tilbage i stedet for at sende bud efter hjælp. På sin side rettede Edvard skylden for fiaskoen mod Lewis de Beaumont, biskoppen af Durham og en Isabellas allierede.
Isabella brød nu effektivt med Edvard, og lod ham leve med Hugh Despenser. I slutningen af 1322 forlod Isabella hoffet og drog af sig selv på en ti måneder lang pilgrimsrejse rundt om i England. Da hun vendte tilbage i 1323, besøgte hun kortvarigt Edvard, men nægtede at aflægge loyalitet til Despenserne og fik ikke længere lov til tage del i at give kongeligt patronat. I slutningen af 1324, da spændingen til Isabellas franske hjemland voksede, konfiskerede Edvard og Despenserne alle Isabellas landbesiddelser, overtog driften af hendes hushold og arresterede og fængslede alt hendes franske personale. Isabellas yngste børn blev fjernet fra hende og anbragt i Despensernes varetægt. På dette tidspunkt ser det ud til at Isabella havde indset, at ethvert håb om at samarbejde med Edvard effektivt var forbi, og hun var begyndt at overveje radikale løsninger.

## Invasionen af England
I 1325 stod Isabella over for et stigende pres fra Hugh Despenser den Yngre, Edvards nye kongelige favorit. Da hendes landbesiddelser i England og hendes børn var taget fra hende og medlemmerne af hendes hushold arresteret, begyndte hun at søge andre muligheder. Da hendes bror Kong Karl 4. af Frankrig beslaglagde Edvards franske besiddelser i 1325, vendte hun tilbage til Frankrig, oprindeligt som repræsentant for kongen, for at forhandle om en fredsaftale mellem de to nationer. Hendes tilstedeværelse i Frankrig blev samlingspunkt for de mange adelige, der var mod Edvards regime. Isabella samlede en hær for sammen med Roger Mortimer, 1. jarl af March at kæmpe mod Edvard. Hun havde muligvis taget Roger som elsker. De vendte tilbage til England med en hær af lejesoldater og tog magten i landet efter en lynkampagne. Despenserne blev henrettet, og Edvard blev tvunget til at abdicere, og hans skæbne og mulige mord er et betydelig historisk spørgsmål. Isabella styrede England som regent til 1330, hvor hendes ældste søn Edvard afsatte hende og Mortimer og begyndte at regere i egen navn.

### Spændinger i Gascogne, 1323–1325
Kong Edvard var som hertug af Aquitanien kongen af Frankrigs vasal og skulle hylde ham som sin lensherre i Gascogne. Isabellas tre brødre havde hver haft korte regeringsperioder, og Edvard havde med succes undgået at hylde Louis 10. og havde kun hyldet Filip 5. efter stort pres. Da Karl 4. besteg tronen, havde Edvard forsøgt at undgå at gøre det igen. Det øgede spændingerne mellem dem. Et af elementerne i tvisterne var grænseprovinsen Agenais, der både var en del af Gascogne og en del af Aquitanien. Spændingerne var vokset i november 1323 efter en fransk vasals opførelse af en bastide, en slags befæstet by i Saint-Sardos, en del af Agenais. Soldater fra Gascogne ødelagde bastiden, og til gengæld angreb Karl den engelske kontrollerede by Montpezat. Angrebet mislykkedes, men i Saint-Sardos-krigen lykkedes det for Isabellas onkel, Karl af Valois, at fravriste Aquitanien fra engelsk kontrol. I 1324 erklærede Karl Edvards landbesiddelser for tabt og besatte hele Aquitainien bortset fra kystområderne.
Edvard var stadig ikke villig til at rejse til Frankrig for at hylde sin overherre, da situationen i England var febrilsk. Der havde været et mordforsøg  mod Edvard og Hugh Despenser den Yngre i 1324, der havde været beskyldninger om, at den berømte troldmand Johan af Nottingham i 1325 var lejet til at dræbe parret ved hjælp af nekromantik og kriminelle bander havde besat store dele af landet. Edvard var meget bange for, at hvis han forlod England, selv kortvarigt, ville baronerne udnytte chancen for at rejse sig og hævne sig på Despenserne. Karl sendte en besked gennem pave Johannes 22. til Edvard, hvori han antydede, at han var villig til at annullere fratagelsen af landbesiddelserne, hvis Edvard afgav Agenais og gav sin hyldest for resten af landbesiddelserne. Paven foreslog Isabella som ambassadør. Isabella så det som en perfekt mulighed for at løse hendes strid med Edvard og Despenserne.
Efter at have lovet at vende tilbage til England om sommeren, nåede Isabella til Paris i marts 1325 og indgik hurtigt en aftale om våbenhvile i Gascogne, hvorefter prins Edvard, 13 år gammel, ville komme til Frankrig for at hylde på sin fars vegne. Prins Edvard ankom til Frankrig og gav sin hyldest i september. Nu blev Isabella imidlertid i Frankrig med sin søn i stedet for at vende tilbage. Edvard begyndte at sende presserende beskeder til paven og til Karl 4., hvori han udtrykte sin bekymring over sin kones fravær, men til ingen nytte. For sin del svarede Karl, at ”dronningen er kommet af sin egen vilje og frit kan vende tilbage, hvis hun ønsker det. Men hvis hun foretrækker at blive her, er hun min søster, og jeg nægter at udvise hende.” Karl nægtede fortsat at tilbagelevere besiddelserne i Aquitanien til Edvard. Det resulterede i en midlertidig aftale, hvorunder Edvard genoptog administrationen af de resterende engelske territorier i begyndelsen af 1326, mens Frankrig fortsatte med at holde resten besat.
I mellemtiden blev de meddelelser, der blev sendt tilbage af Edvards agent, Walter de Stapledon, biskop af Exeter og andre, stadigt værre: Isabella havde offentligt affærdiget Stapledon, og Edvards politiske fjender havde samlet sig ved det franske hof og truede hans udsendinge. Isabella havde klædt sig som enke og hævdede, at Hugh Despenser den Yngre havde ødelagt hendes og Edvards ægteskab. Isabella samlede et eksilhof med Edmund af Kent og Johan af Bretagne, jarl af Richmond. Nu kan Isabella have indledt et romantisk forhold til den landflygtige englænder Roger Mortimer.

### Roger Mortimer, 1325–1326
Roger Mortimer var en magtfuld godsejer mellem Wales og England, gift med den velhavende arving Joan de Geneville og far til tolv børn. Mortimer var blevet fængslet i Tower of London i 1322, efter han var blevet taget til fange af Edvard under Despenser-krigene. Mortimers onkel, Roger Mortimer de Chirk døde i fængsel, men Mortimer formåede at flygte fra Tower of London i august 1323 ved at lave et hul i stenvæggen i sin celle og undslippe til taget, hvor han med rebstiger, som en medskyldig havde sørget for, kunne nå ned til Themsen, passere floden og nå i sikkerhed i Frankrig. Victorianske forfattere har antydet, at Isabella i lyset af senere begivenheder måske kunne have hjulpet Mortimer med at undslippe, og nogle historikere går videre og har argumenteret for, at deres forhold allerede var begyndt på det tidspunkt, skønt de fleste mener, at der ikke er sikre beviser for, at de havde haft et forhold, før de mødtes i Paris.
Isabella blev igen introduceret til Mortimer i Paris af sin kusine, Johanne, grevinde af Hainaut, der ser ud til at have henvendt sig til Isabella for at foreslå en ægteskabelig alliance mellem deres to familier ved at gifte prins Edvard med Johannes datter, Filippa af Hainaut. Mortimer og Isabella kan have et fysisk forhold fra december 1325. I så fald løb Isabella en enorm risiko. En kvindes utroskab var en meget alvorlig forbrydelse i det middelalderlige Europa, som det kunne ses under Tour de Nesle Affæren, hvor begge Isabellas tidligere franske svigerinder var døde i 1326 som resultat af deres fængsling for præcis denne lovovertrædelse. Isabellas motiv har været genstand for diskussion mellem historikere; nogle mener, at der var en stærk seksuel tiltrækning mellem de to, at de delte interesse for legenderne om Kong Arthur, og at de begge nød kunst og rig livsstil. En historiker har beskrevet deres forhold som en af "middelalderens store kærlighedshistorier". De delte også en fælles fjende: Edvard 2.'s og Despenserne.
Med prins Edvard forlod Isabella og Mortimer det franske hof i sommeren 1326 og rejste mod nord til Villhelm 1., Greve af Hainaut. Som Johanne havde foreslået foregående år, forlovede Isabella prins Edvard med Filippa af Hainaut, grevens datter mod en betydelig medgift. Hun brugte disse penge plus et tidligere lån fra Karl til at rejse en hær af lejesoldat, og støvsugede Brabant for mænd, som blev til en lille styrke af Hainaut-tropper. Vilhelm forsynede også otte orlogsskibe og flere mindre fartøjer som en del af ægteskabsaftalen. Hemmeligholdelse var essentiel, og Isabella fik Vilhelm til at tilbageholde Edvards udsendinge. Isabella ser også ud til at have indgået en hemmelig aftale med skotterne i det kommende krigstogt. Den 22. september satte Isabella, Mortimer og deres beskedne styrke sejl mod England.

### Magtovertagelse, 1326
Efter at have undgået Edvards flåde, der var udsendt for at standse dem, landede Isabella og Mortimer den 24. september ved Orwell på Englands østkyst med en lille styrke på mellem 300 og 2.000 soldater, hvor 1.500 er sandsynligt. Efter en kort periode præget af forvirring, hvor de forsøgte at finde ud af, hvor de var landet, rykkede Isabella hurtigt ind i landet, klædt som enke. De lokale tropper, der blev udskrevet for at stoppe dem, skiftede straks side, og næste dag nåede Isabella Bury St Edmunds og ind i landet til Cambridge. Thomas, jarlen af Norfolk, sluttede sig til Isabellas styrker. Også Henrik af Lancaster, bror til den døde Thomas og Isabellas onkel, meddelte, at han sluttede sig til Isabella og marcherede sydpå for at slutte sig til hende.
Den 27. september havde nyheden om invasionen nået kongen og Despenserne i London. Edvard udstedte ordrer til lokale sheriffer om at mobilisere modstanden mod Isabella og Mortimer, men London selv blev usikker at være i pga. uro, og Edvard planlagde at forlade byen. Isabella satte kurs mod vest og nåede Oxford den 2. oktober, hvor hun blev "modtaget som en frelser". Adam Orleton, biskop af Hereford, kom frem fra sit gemmested og holdt et oplæg på universitetet om Despensernes forbrydelser. Edvard flygtede fra London samme dag og rejste mod Wales. Isabella og Mortimer havde nu skabt en effektiv alliance med Lancaster-oppositionen mod Edvard og bragte alle hans modstandere sammen i en forenet koalition.
Isabella marcherede nu mod London og gjorde holdt ved Dunstable uden for byen den 7. oktober. London var nu i pøblens hænder, og den holdt stort set med Isabella. Biskop Stapledon havde ikke forstået, i hvilket omfang kongens magt i hovedstaden var brudt sammen og forsøgte at gribe militært ind for at beskytte sin ejendom mod oprørere. Han var forhadt og blev straks angrebet og myrdet. Hans hoved blev sendt til Isabella af hendes lokale støtter. Edvard var stadig på flugt mod vest og nåede Gloucester den 9. oktober. Isabella reagerede hurtigt og marcherede selv mod vest i et forsøg på at afskære ham og nåede Gloucester ugen efter Edvard, der var sluppet over grænsen til Wales samme dag.
Hugh Despenser den Ældre holdt fortsat Bristol. Isabella og Mortimer lagde byen under belejring fra den 18. oktober. Da den faldt den 26. oktober kunne Isabella blive genforenet med sine døtre Eleanora og Johanne, som var holdt i Despensernes varetægt. Mere og mere forladt af deres hof forsøgte Edvard og Hugh Despenser den Yngre nu i desperation at sejle til Lundy, en lille ø ud for Devons kyst, men vejret var imod dem og efter flere dage blev de tvunget tilbage til Wales. Med Bristol sikret flyttede Isabella sit hovedkvarter til grænsebyen Hereford, hvor hun beordrede Henrik af Lancaster til at finde og arrestere sin mand. Efter fjorten dage på flugt fra Isabellas styrker i Sydwales, blev Edvard og Hugh endelig arresteret ved Llantrisant den 16. november.
Gengældelsen begyndte straks. Hugh Despenser den Ældre var taget til fange i Bristol, og trods Isabellas forsøg på at beskytte ham, blev han straks henrettet af sine Lancaster-fjender. Hans lig blev hakket i stykker og kastet for hundene. De tilbageværende fra det tidligere regime blev ført til Isabella. Edmund Fitzalan, en vigtig støtte til Edvard 2., som havde modtaget mange af Mortimers landbesiddelser i 1322, blev henrettet den 17. november. Hugh Despenser den Yngre blev dømt den 24. november, og mange havde samlet sig for at se ham dø. De trak ham ned af hesten, tog tøjet af ham og nedkradsede bibelvers om korruption og arrogance på hans hud. Han blev trukket ind i byen, fremvist for dronning Isabella, Roger Mortimer og Lancaster-fraktionen. Despenser blev dømt til at blive hængt som en tyv, blive kastreret og derefter sønderlemmet som en forræder, og hans lig skulle spredes over hele England. Simon af Reading, en af Despensernes støtter, blev hængt ved siden af ham, anklaget for at have fornærmet Isabella. Da kernen i Despenser-regimet var blevet henrettet, begyndte Isabella og Mortimer at vise tilbageholdenhed. Mindre vigtige adelige blev benådet, og embedsmændene i regeringen centrum, de fleste udnævnt af Despensernes og Stapledon blev i deres embeder. Alt, hvad der var tilbage nu var spørgsmålet om Edvard 2.'s skæbne, for han var stadig officielt Isabellas retmæssige mand og retmæssig konge.

### Edvards død, 1327
Som en foreløbig foranstaltning blev Edvard 2. tilbageholdt af Henrik af Lancaster, som overgav Edvards store segl til Isabella. Situationen forblev imidlertid anspændt. Isabella var tydelig bekymret for at Edvards støtter ville iscenesatte et modkup, og i november tog hun kontrol Tower of London, udnævnte en af sine støtter til borgmester og indkaldte et råd af adelige og gejstlige i Wallingford for at diskutere Edvards skæbne. Rådet konkluderede, at Edvard på lovlig vis kunne blive afsat og sat i husarrest i resten af sit liv. Det blev stadfæstet ved  næste parlament, domineret af Isabella og Mortimers støtter. Mødet blev afholdt i januar 1327, hvor Isabellas sag blev ledet af hendes allierede Adam Orleton, biskop af Hereford. Isabellas søn, prins Edvard, blev erklæret Edvard 3. af England med sin mor som regent. Isabellas position var stadig usikker, da det retslige grundlag for Edvards afsættelse var tvivlsomt, og mange samtidige retslærde holdt fast i, at Edvard 2. stadig var retmæssig konge, uanset Parlamentets erklæring. Situationen kunne til enhver tid ændres, og Edvard 2. var kendt for at være en hævngerrig hersker.
Edvard 2.'s skæbne og Isabellas rolle i den er et omstridt emne blandt historikere. Det handlingsforløb, som de fleste kan acceptere, er, at Isabella og Mortimer flyttede Edvard fra Kenilworth Castle i det centrale England til en mere sikker forvaring i Berkeley Castle ved grænsen til Wales, under ledelse af Thomas de Berkeley, 3. baron af Berkeley. Den 23. september blev Isabella og Edvard 3. informeret om, at Edvard var omkommet under sit fangenskab som resultat af en "dødelig ulykke". Edvards lig blev tilsyneladende begravet i Gloucester-katedralen, og hans hjerte fik Isabella i en kasse. Efter begravelsen fulgte rygter i mange år om, at Edvard havde overlevet fangenskabet, stadig var i live og levede et sted i Europa. Nogle blev samlet i det berømte Fieschi-brev skrevet i 1340'erne, skønt der aldrig fremkom beviser, som kunne støtte påstandene. Der er dog forskellige historiske fortolkninger af begivenhederne om det grundlæggende begivenhedsforløb.
Ifølge legenden planlagde Isabella og Mortimer at myrde Edvard, så skylden ikke kunne rettes mod dem, og sendte den berømte ordre (latin: Eduardum occidere nolite timere bonum est) som, afhængigt af hvor kommaet blev sat,  enten betød "Vær ikke bange for at dræbe Edward, det er godt" eller "Dræb ikke Edvard; det er godt at være bange". I virkeligheden er der kun lidet bevis for, at nogen havde besluttet at myrde Edvard, og intet for at den ordre er blevet skrevet. Tilsvarende har beretninger om, at Edvard blev myrdet med en rødglødende ilddrager ingen stærke samtidige kilder til støtte for dem. Den konventionelle opfattelse fra det 20. århundrede har været, at Edvard døde i Berkeley Castle, enten myrdet på Isabellas ordre eller død af dårligt helbred, som et resultal af hans fangenskab , og at beretninger om hans overlevelse, simpelthen var rygter, svarende til dem, om Jeanne d'Arc og samtidige.
Tre nutidige historikere har imidlertid givet deres bud på en alternativ fortolkning af begivenhederne: 
Paul Doherty, der har lagt stor vægt på Fieschi-brevet fra 1340'erne, har hævdet, at Edvard i virkeligheden slap væk fra Berkeley Castle med hjælp fra William Ockle, en ridder, som Doherty mener i Europa hævdede at være Edvard i forklædning under navnet "Waliseren Vilhelm” for at bortlede opmærksomheden fra den rigtige Edvard. Efter den tolkning blev én der lignede Edvard på en prik, begravet i Gloucester.
Ian Mortimer, der har fokuseret mere på dokumenter fra 1327, hævder, at Roger Mortimer orkestrerede en falsk "flugt" for Edvard fra Berkeley Castle, hvorefter Edvard blev holdt fanget i Irland, idet han troede, at han virkelig var sluppet væk fra Mortimer, før han endelig blev fri men politisk uvelkommen efter Isabellas og Mortimers fald. I den version nåede Edvard også til Europa, før han derefter bliver begravet i Gloucester.
Endelig har Alison Weir, der igen støtter sig til Fieschi-brevet, argumenteret for, at Edvard 2. slap væk fra sine fangevogtere, dræbte én i processen og levede som eremit i mange år; i denne fortolkning er liget i Gloucesters Katedral én af Edvards døde fangevogteres. I alle disse versioner hævdes det, at det passede Isabella og Mortimer offentligt at hævde, at Edvard var død, selvom de kendte sandheden. Andre historikere som David Carpenter, har imidlertid kritiseret metoderne bag denne revisionistiske tilgang og er uenig i konklusionerne.

## Senere år
Isabella og Mortimer regerede sammen i fire år, og Isabellas periode som regent var præget af erhvervelsen af enorme summer og jord. Da deres politiske alliance med Lancaster-partiet begyndte at gå i stykker, fortsatte Isabella med at støtte Roger Mortimer. Isabella faldt fra magten, da hendes søn, Edvard 3, styrtede Mortimer i et kup, hvorved han tog kongelig autoritet tilbage til sig selv. I modsætning til Mortimer overlevede Isabella magtskiftet, men forblev imidlertid et velhavende og indflydelsesrigt medlem af det engelske hof, dog deltog hun aldrig igen direkte aktivt i politik.

### Som regent, 1326–1330
Isabellas tid som regent varede kun fire år, før den skrøbelige politiske alliance, der havde bragt hende og Mortimer til magten, blev opløst. I 1328 blev Isabellas søn, Edvard 3. gift med Filippa af Hainaut, som det var aftalt før invasionen i 1326. Den overdådige ceremoni blev afholdt i London med stor folkelig opbakning. Isabella og Mortimer var allerede begyndt på samle enorm rigdom. Da hendes landbesiddelser blev genoprettet, var hun allerede usædvanlig rig, men hun begyndte at samle endnu mere. Inden for de første par uger havde Isabella tildelt sig næsten 12.000 pund. Med fundet af Edvards kongelige skatkammer, der indeholdt 60.000 £, fulgte en periode med store udgifter til fejringen af kuppet. Isabella tildelte sig snart yderligere 20.000 £, som angiveligt skulle betale udenlandsk gæld. Ved Edvard 3.'s kroning udvidede Isabella da sine jordbesiddelser fra en årlig værdi af 4.400 £ til den enorme årlige sum på 13.333 £, hvilket gjorde hende til en af de største jordbesiddere i kongeriget. Isabella nægtede også at give sine enkelandområder til Filippa, efter hendes ægteskab med Edvard 3. mod sædvane. Isabellas overdådige livsstil matchede hendes nye indkomster.  Mortimer, i realiteten hendes premierminister, var efter en tilbageholden begyndelse også begyndt at samle landbesiddelser og titler med enorm hast, især ved grænsen til Wales.
Det nye regime stod over for centrale udenrigspolitiske dilemmaer, som Isabella forholdt sig til med  realisme.
Det første var situationen i Skotland, hvor Edvard 2.'s mislykkedes politik havde efterladt en uafsluttet, enormt dyr krig. Isabella ønskede at bringe dette spørgsmål til en ende på diplomatisk vis. Edvard 3. modsatte sig først denne politik, det førte til Northampton Traktaten. I henhold til den skulle Isabellas datter Johanne giftes med David Bruce (arving til den skotske trone), og Edvard 3. skulle give afkald på ethvert krav på skotske landområder mod løfte om skotsk militærhjælp mod enhver fjende undtagen franskmænd og 20.000 £ i kompensation for angreb i det nordlige England. Ingen kompensation til de jarler, der var blevet frataget deres skotske godser, og kompensationen ville blive taget af Isabella. Selv om det var strategisk vellykket og historisk " et stykke politisk håndværk", var Isabellas skotske politik på ingen måde populær og øgede den generelle utilfredshed med regimet. 
Det andet var problemet med Gascogne uløst fra Edward 2.'s tid. Isabella genåbnede forhandlingerne i Paris. Det resulterede i en fredsaftale, hvorunder hovedparten af Gascogne minus Agenais ville blive returneret til England i bytte for en bod på 50.000 mark. Traktaten var ikke populær i England på grund af Agenais-klausulen.
Henrik af Lancaster var blandt de første, der brød med Isabella og Mortimer. I 1327 blev Lancaster irriteret af Mortimers opførsel, og Isabella reagerede ved at begynde at isolere ham fra sin regering. Lancaster blev rasende over Northampton Traktaten og nægtede at møde i hoffet og mobiliserede støtte blandt Londons borgere. Isabella reagerede på problemerne ved at gennemføre en bred reform af den kongelige administration og lokale retshåndhævelse. I et træk, der garanterede at appellere til stemningen i landet, besluttede Isabella også at forfølge Edward 3.'s krav på den franske trone og sendte sine rådgivere til Frankrig for at kræve officiel anerkendelse af hans krav. Den franske adel var ikke imponeret, og da Isabella manglede midler til at påbegynde ethvert militært felttog, begyndte hun at høre sig omkring hos Frankrigs naboer, og foreslå et ægteskab mellem hendes søn Johan og en prinsesse fra Kastilien.
I slutningen af 1328 var der borgerkrig igen, ogr Henrik af Lancaster mobiliserede sin hær mod Isabella og Mortimer. I januar 1329 erobrede Isabellas styrker under Mortimers ledelse Lancasters højborg Leicester og så Bedford. Isabella, iført rustning på en stridshest, og Edvard 3. marcherede hurtigt nordpå. Det resulterede i Lancasters overgivelse. Han undgik døden, men måtte betale en kolossal bøde, som effektivt gjorde en ende på hans magt. Isabella var barmhjertig mod dem, der havde allieret sig med ham, selvom nogle, bl.a. hendes gamle støtte Henry de Beaumont, hvis familie var blevet splittet over Isabellas fredsaftale med Skotland, og som havde kostet dem enorme jordbesiddelser i Skotland, var flygtet til Frankrig.
På trods af Henrik af Lancasters nederlag fortsatte utilfredsheden med at vokse. Edmund af Kent havde stået på samme side som Isabella i 1326, men var siden begyndt at stille spørgsmål ved sin beslutning og var på vej til at støtte Edvard 2., hans halvbror. Edmund af Kent var i samtaler med andre mægtige adelsfolk, der satte spørgsmålstegn ved Isabellas styre med Henry de Beaumont og Isabella de Vesci. Edmund blev involveret i en sammensværgelse i 1330, angiveligt for at genindsætte Edvard 2, som han hævdede, stadig var i live. Isabella og Mortimer knuste sammen sammensværgelsen og arresterede Edmund og andre sammensvorne, herunder Simon Mepeham, Ærkebiskop af Canterbury. Edmund kan have forventet benådning, muligvis fra Edvard 3., men Isabella insisterede på hans henrettelse. Selve henrettelsen var en fiasko, da bødlen nægtede at deltage, og Edmund af Kent måtte dræbes af en møgsamler, der selv var dømt til døden, og som blev benådet for at foretage halshugningen. Isabella de Vesci undgik straf, selv om hun havde været involveret i komplottet.

### Mortimers fald fra magten, 1330
Midt i 1330 var Isabella og Mortimers regime mere og mere usikkert, og Isabellas søn Edvard 3. var frustreret over Mortimers greb om magten. Forskellige historikere har med forskellig grad af sikkerhed antydet, at Isabella i slutningen af 1329 var blevet gravid. Et barn af Mortimer med kongeblod ville have vist sig som både politisk upraktisk for Isabella og som en udfordring af Edvards egen position.
Edvard samlede i hemmelighed en gruppe støtter fra kirken og udvalgte adelsfolk, mens Isabella og Mortimer flyttede ind i Nottingham Castle i sikkerhed, omringet af loyale tropper. Om efteråret undersøgte Mortimer et andet komplot mod ham, da han udfordrede en ung adelsmand, William Montagu, under et forhør. Mortimer erklærede, at hans ord havde større betydning end kongens, en alarmerende erklæring, som Montagu rapporterede til Edvard. Edvard var overbevist om, at det var øjeblikket til at handle, og den 19. oktober førte Montagu en styrke på 23 væbnede mænd ind i slottet gennem en hemmelig tunnel. Oppe i keepet sad Isabella, Mortimer og andre rådsmedlemmer og diskuterede, hvordan de skulle arrestere Montagu, da Montagu og hans mænd dukkede op. Kampe brød ud på trappen, og Mortimer blev overmandet i sit kammer. Isabella kastede sig for Edwards fødder og udbrød de berømte ord: "Ædle søn, hav medlidenhed med blide Mortimer!" Lancastertropper erobrede hurtigt hele slottet og gav Edvard kontrol over sin egen regering for første gang.
Parlamentet trådte sammen næste måned, og Mortimer blev ført til retten anklaget for forræderi. Isabella blev præsenteret som en uskyldig tilskuer under sagen, og der blev ikke nævnt noget om hendes seksuelle forhold til Mortimer. Isabellas elsker blev henrettet på Tyburn, men Edvard 3. viste mildhed, og han blev hverken sønderlemmet eller fik taget indvoldene ud.

### Efter sin afgang 1330-1358
Efter kuppet blev Isabella først overført til Berkhamsted Castle og derefter holdt i husarrest på Windsor Castle til 1332, hvor hun flyttede tilbage til sin egen borg Castle Rising i Norfolk. Agnes Strickland, en victoriansk historiker, mente, at Isabella led af lejlighedsvise anfald af vanvid i denne periode, men moderne fortolkninger antyder i værste fald et nervesammenbrud efter hendes elskers død. Isabella forblev ekstremt velhavende. Til trods for at hun var tvunget til at afgive de fleste af sine landområder efter at tabet magten, havde hun i 1331 en årlig indkomst på 3000 £, som steg til 4000 £ i 1337. Hun havde en dyr livsstil i Norfolk med læger, jægere, kammertjenere og anden luksus, og rejste igen også rundt i England. I 1342 blev det foreslået, at hun kunne rejse til Paris for at deltage i fredsforhandlinger, men denne plan blev ikke til noget. Hun blev også foreslået til at forhandle med Frankrig i 1348 og var med i forhandlingerne med Karl 2. af Navarra i 1358.
Som årene gik, fik Isabella et meget tæt forhold til sin datter Johanne, især efter at Johanne havde forladt sin utro mand Kong David 2. af Skotland. Johanne tog sig af hende som før. Hun forgudede sine børnebørn, herunder Edvard, den sorte prins. Hun blev mere og mere interesseret i religion, efterhånden som hun blev ældre, og besøgte en række helligdomme. Hun forblev dog et selskabeligt medlem af hoffet og modtog konstant besøgende. Blandt hendes særlige venner var Roger Mortimers datter Agnes Mortimer, grevinde af Pembroke, og Roger Mortimers barnebarn, Roger Mortimer, som Edvard 3. genindsatte som jarl af March. Kong Edvard og hans børn besøgte hende ofte. Hun forblev interesseret i legenderne om kong Arthur og smykker, og i 1358 deltog hun i fejringen af Sankt Jørgens dag (23. april) i Windsor i en kjole af silke, sølv, 300 rubiner, 1800 perler og en guldring.  Hun kan også have fået interesse for astrologi eller geometri mod slutningen af sit liv, for hun modtag gaver forbundet med disse videnskaber.
Isabella blev nonne i Clarisserordenen inden hun døde den 22. august 1358 på Hertford Castle, og hendes lig blev ført tilbage til London til begravelse i Christ Church Greyfriars i en ceremoni ledet af Simon Islip, ærkebiskop af Canterbury. Hun blev begravet i den kåbe, hun havde båret ved sit bryllup, og efter hendes anmodning blev Edvard 2.'s hjerte, der lå i en kasse i tredive år, begravet sammen med hende. Isabella efterlod hovedparten af sin ejendom, herunder Castle Rising, til sit yndlingsbarnebarn, den sorte prins, mens nogle personlige effekter blev efterladt til hendes datter Johanne.

## Fremstilling i kulturen